# Eustathes flava
Eustathes flava es una especie de escarabajo longicornio del género Eustathes, tribu Astathini, orden Coleoptera. Fue descrita por Newman en 1842.

## Descripción
Mide 14-18 mm de longitud.

## Distribución
Se distribuye por Asia: Indonesia y Filipinas.